# Clemency (Käerjeng)
Pour les articles homonymes, voir Clémency et Kuntzig.
Clemency (en luxembourgeois : Kënzeg  et en allemand : Küntzig) est un village et une section de la commune luxembourgeoise de Käerjeng situé dans le canton de Capellen.
Comme dans tout le pays, la langue principale est le luxembourgeois, mais cependant, vu sa proximité avec la Belgique et la France, une bonne majorité des habitants comprend et parle le français et souvent aussi l'allemand.

## Histoire
On sait que Clemency était nommée Cuminiacum au VIIIe siècle. La première trace d'habitants à Clemency a été décelée à la fin des années 1980 lors de la découverte d'une sépulture aristocratique celtique comportant une chambre funéraire de taille significative et pouvant être datée pour la période précédant immédiatement la guerre des Gaules.

### L’ancienne commune
Clemency était une commune jusqu’à sa fusion avec la commune de Bascharage le 1er janvier 2012 pour former la nouvelle commune de Käerjeng. Elle comprenait les sections de Clemency (siège) et Fingig.
C’était une commune à caractère rural. Elle comptait quatorze exploitations agricoles et ses terres en culture se chiffraient à 1 017 ha dont 565 ha en prairies et pâturages. Son taux de boisement était de 26,5 %.

## Géographie

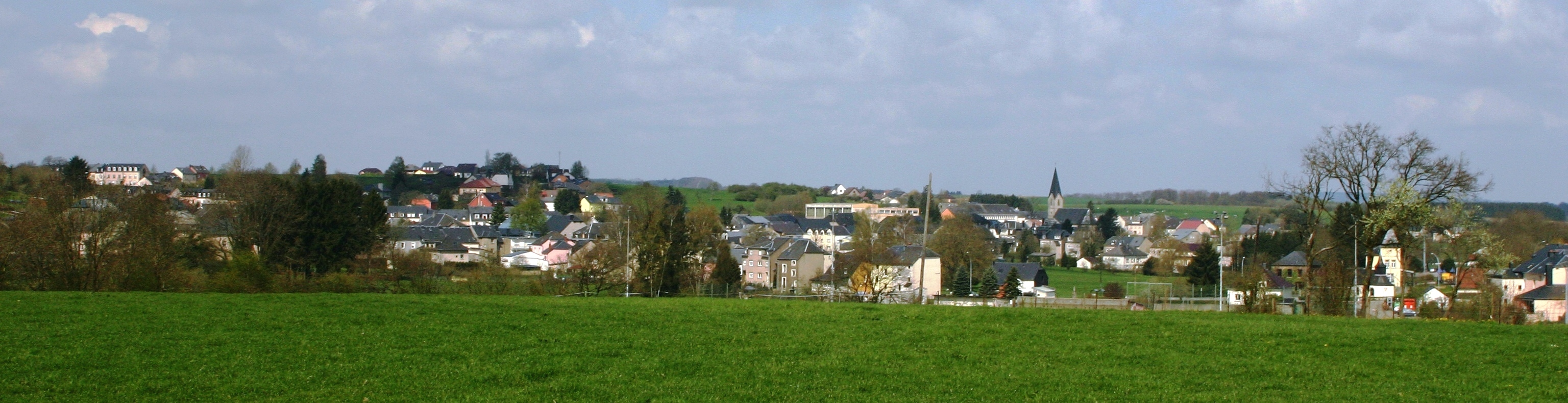
Vue du village depuis l’est

Clemency est délimité à l'ouest par la frontière belge qui le sépare de la province de Luxembourg.
S’étendant plus ou moins sur un axe Nord-Sud, il est longé à l’est par la Millebaach, ruisseau qui conflue avec plusieurs autres ruisseaux au lieu-dit Schock au nord du village pour former la rivière Eisch, un affluent de l'Alzette.

## Curiosités
- Les étangs
- La fête de la grenouille
- La chapelle Saint-Maximin
- Le vieil arbre appelé Wëll Lann
- Les LuxPlaymoDays, exposition et bourse internationales de pièces et décors Playmobil, se tenant un week-end à la fin août ; l'édition 2017 est la 12e.

## Transports

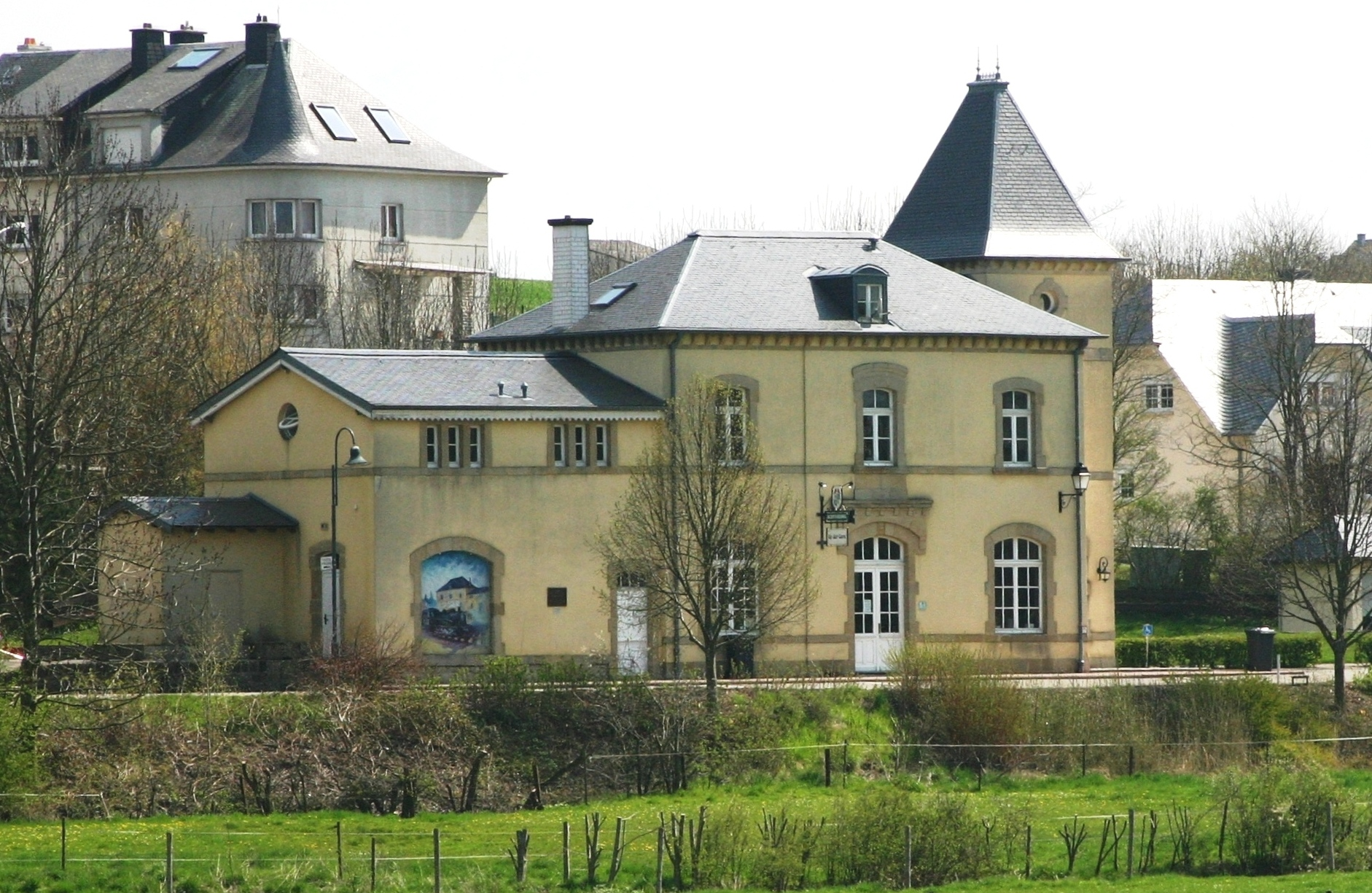
L'ancienne gare, aujourd'hui la voie est déferrée et transformée en piste cyclable.

Il existait autrefois une ligne de chemin de fer reliant Pétange à Ettelbruck, la ligne de l'Attert, traversant le village mais elle est aujourd’hui déferrée et transformée en piste cyclable.
Le bâtiment de ce qui fut la gare de Clemency a été conservée, transformée en Brasserie-Restaurant et est bordée par une plaine de jeux et des terrains de tennis.

## Religion
Clemency dispose d'une église, dédiée à saint Remy, et d'une vieille chapelle, près de l'ancienne gare, dédiée à saint Maximin.

## Jumelages
Clemency est jumelé avec :
- Gaflenz (Autriche), bourg de Haute-Autriche dans le district de Steyr-Land.

## Images

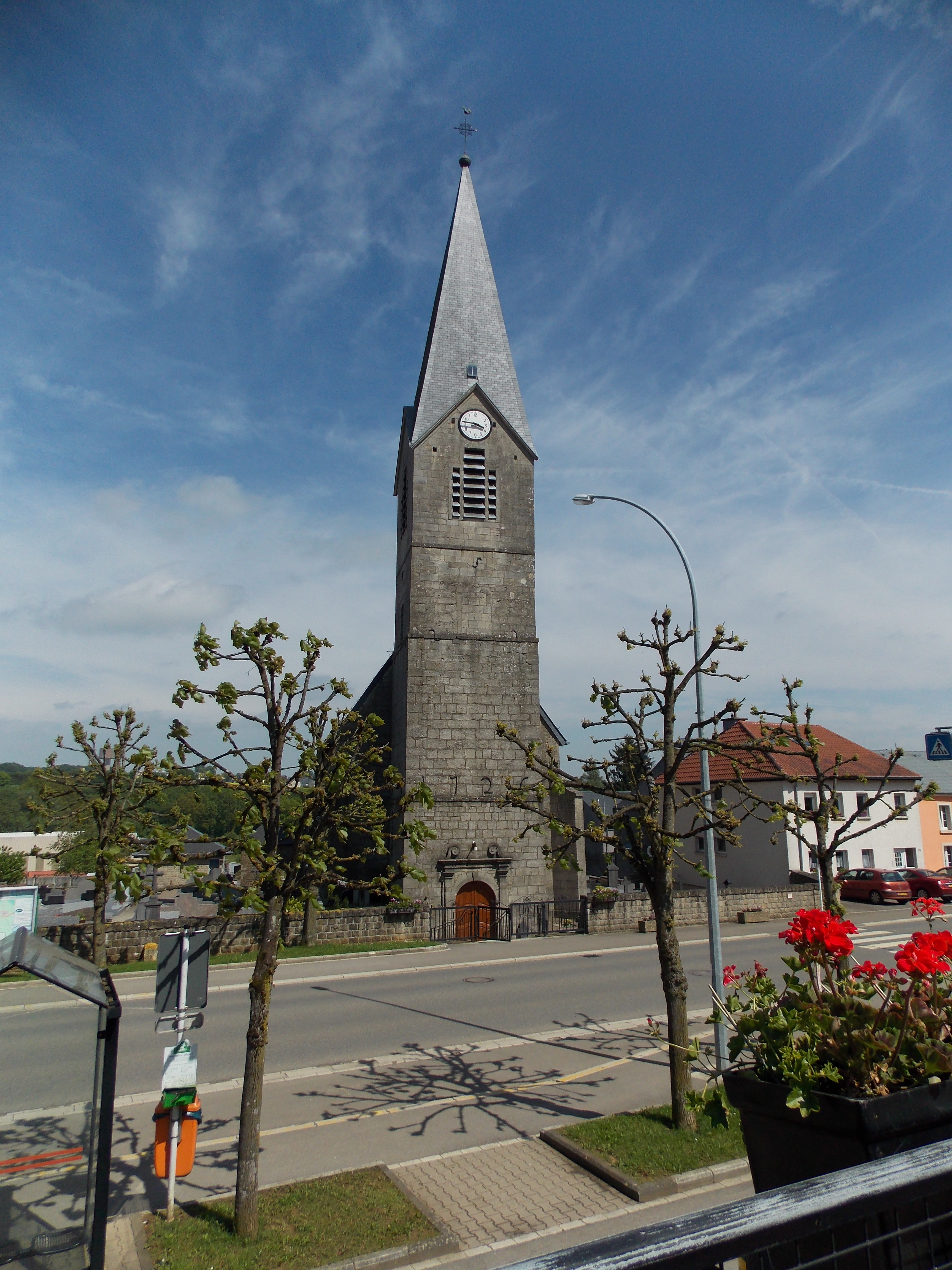
L'église Saint-Remy
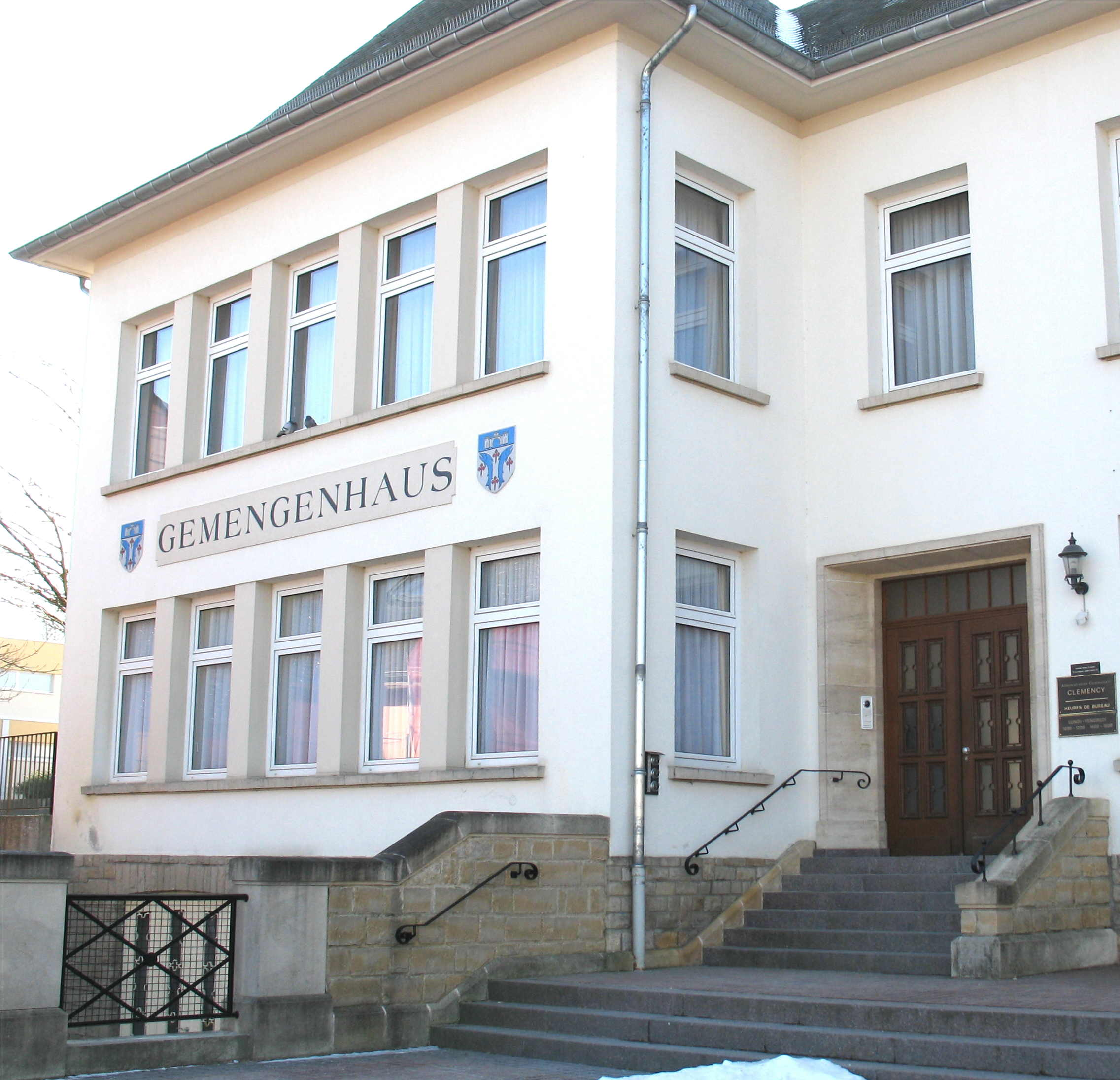
L'hôtel de ville (Gemengenhaus en luxembourgeois) de l'ancienne commune de Clemency.
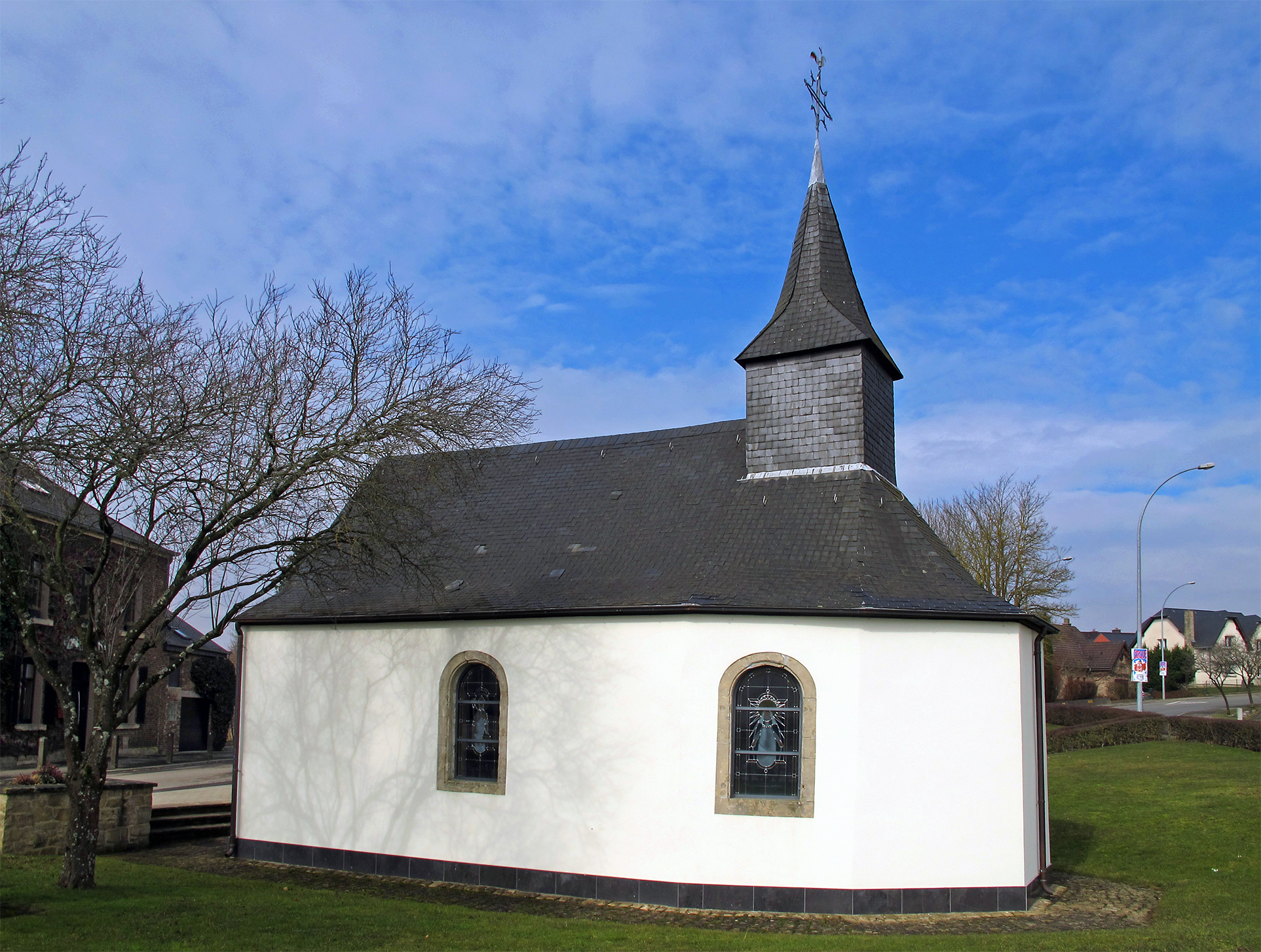
La chapelle Saint-Maximin.
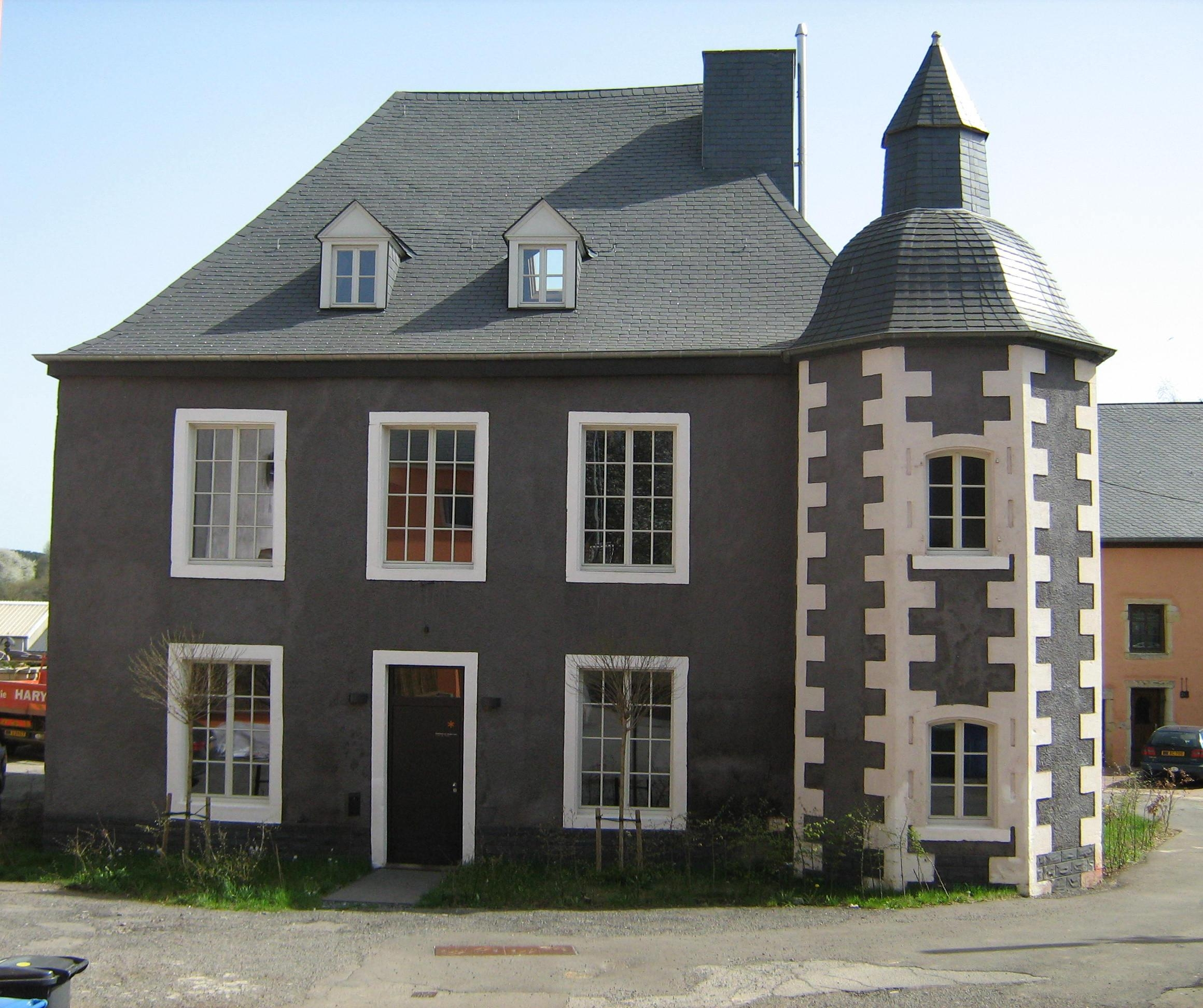
Une maison de Clemency, appelée « le château ».